# Швед Святослав Володимирович
Святослав Володимирович Швед (нар. 7 березня 2006, Київ)— український гімнаст. Срібний призер чемпіонату Європи серед юніорів на паралельних брусах.

## Результати на турнірах
| Рік  | Змагання                                     | КБ | ІБ | Вільні вправи | Кінь | Кільця | Опорний стрибок | Паралельні бруси | Перекладина |
| ---- | -------------------------------------------- | -- | -- | ------------- | ---- | ------ | --------------- | ---------------- | ----------- |
| 2023 | Кубок Києва                                  |    | 3  |               |      |        |                 |                  |             |
| 2023 | Європейський юнацький олімпійський фестиваль |    | 50 | 17            | 25   |        |                 | 3                |             |
| 2024 | AGF TROPHY. Баку                             | 1  |    |               |      |        |                 | 2                | 1           |
| 2024 | Чемпіонат Європи                             | 12 |    |               | 72   | 6      |                 | 2                |             |